# Quercy
Quercy (oksyt. Carcin) – kraina historyczna w Oksytanii, w południowo-zachodniej Francji. Położona jest w granicach współczesnego departamentu Lot, północnej części departamentu Tarn i Garonna oraz poszczególnych gmin departamentów Dordogne, Corrèze i Aveyron. 
Głównym jej miastem i stolicą jest Cahors.

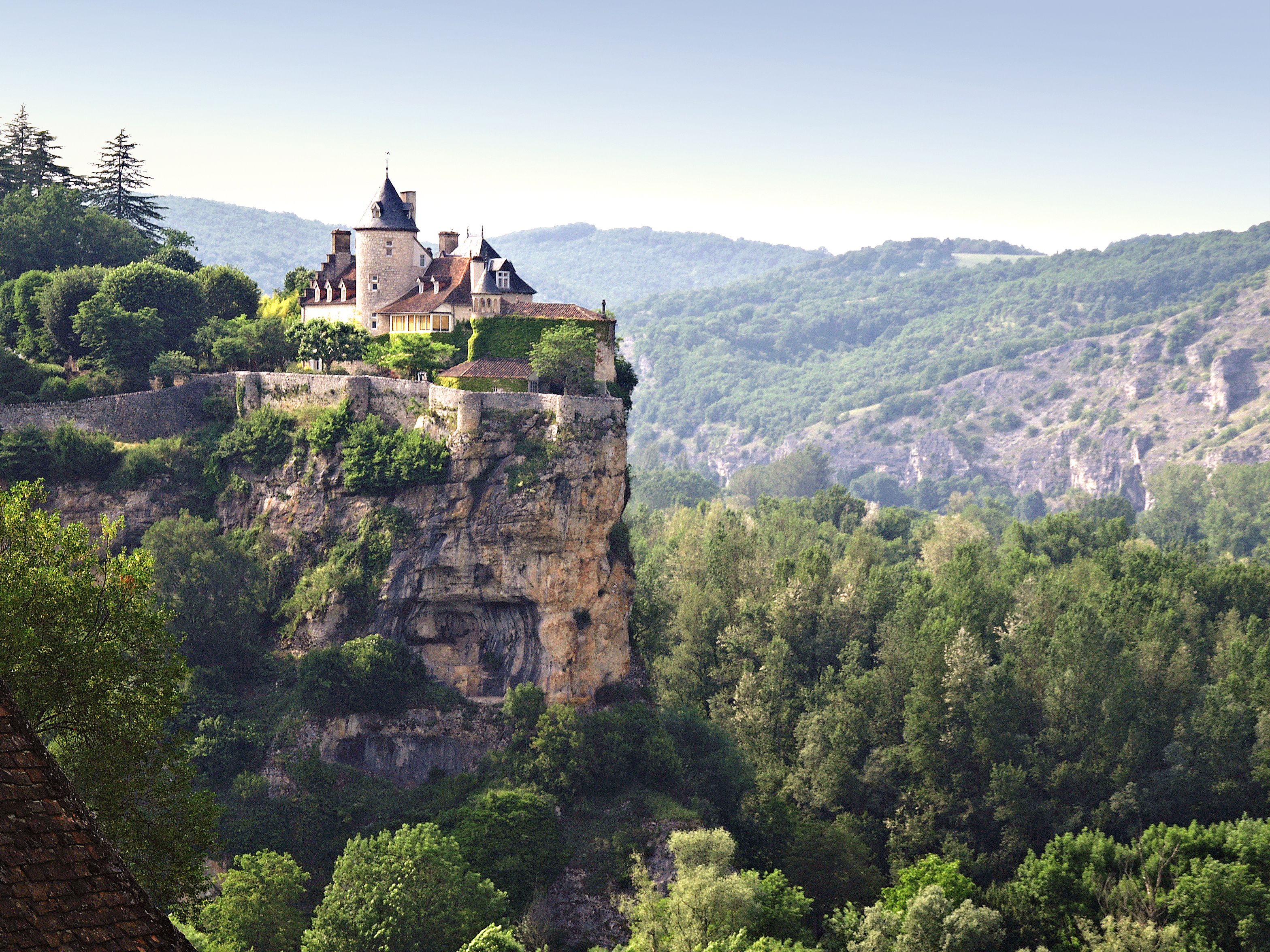
Zamek w Lacave